# Сервий Сульпиций Гальба (монетарий)
Се́рвий Сульпи́ций Га́льба (лат. Servius Sulpicius (Galba); I век до н. э.) — римский политический деятель из патрицианского рода Сульпициев, монетарий 54 года до н. э.

## Биография
Сохранились монеты Римской республики, отчеканенные в середине I века до н. э., легенда на которых включает слова Ser. Sulp. (Сервий Сульпиций). На этих монетах изображены сцены из Первой Македонской войны; отсюда исследователи делают вывод, что чеканил их потомок Публия Сульпиция Гальбы Максима. Предположительно это был старший сын Сервия Сульпиция Гальбы, претора 54 года до н. э. Деятельность Сервия-младшего датируют тоже 54 годом.
В 49 году до н. э., когда царь Нумидии Юба II въезжал в Утику после победы над Курионом, его сопровождали несколько римских сенаторов. В их числе, согласно Цезарю, был некто Сервий Сульпиций. Возможно, это одно лицо с монетарием Гальбой.